# Matthijs van der Merwede
Matthijs van der Merwede, heer van Clootwijck (Geertruidenberg, ca. 1625 – aldaar, ca. 1677) was een Nederlands dichter en rentmeester. Eind jaren 1640 maakte hij reizen naar achtereenvolgens Engeland, Frankrijk en Italië. In zijn werk doet hij op dagboekachtige wijze verslag van zijn activiteiten.

## Werken
- Uyt-heemsen oorlog ofte Roomse min-triomfen (1651)
- Geestelijke minnevlammen (1653)
- Mintriomfen in Rome (2004)

- Biografisch Portaal: 22410481
- Digitale Bibliotheek voor de Nederlandse Letteren: merw001
- International Standard Name Identifier: 0000 0001 2073 5045
- Nederlandse Thesaurus van Auteursnamen: 068633513
- Virtual International Authority File: 171769235
- WorldCat: E39PBJwCVWTgvkTCtt7JrMDTHC